# Fabrice Garattoni
Fabrice Garattoni, connu en Italie sous le nom de Fabrizio Garattoni (né le 21 janvier 1972) est un patineur artistique français puis italien, quadruple champion d'Italie entre 1993 et 1996.

## Biographie

### Carrière sportive
Fabrice Garattoni a patiné pour la France jusqu'en 1992, puis pour l'Italie où il est devenu champion de ce pays à quatre reprises. Après avoir été battu par Gilberto Viadana lors des championnats d'Italie 1997, il quitte le patinage amateur. Il n'a jamais participé aux Jeux olympiques d'hiver.

## Palmarès
| Jeux olympiques d'hiver |         |         |         |         |         |         |         |         |  |  |  |  |  |  |
| Championnats du monde   |         |         |         | 29e     | 31e     | 21e     | 22e     |         |  |  |  |  |  |  |
| Championnats d’Europe   |         |         |         |         | 26e     | 13e     | 15e     |         |  |  |  |  |  |  |
| Championnats de France  | 7e      | 10e     |         |         |         |         |         |         |  |  |  |  |  |  |
| Championnats d'Italie   |         |         |         | 1er     | 1er     | 1er     | 1er     | 2e      |  |  |  |  |  |  |
| Grand Prix ISU          | 1989/90 | 1990/91 | 1991/92 | 1992/93 | 1993/94 | 1994/95 | 1995/96 | 1996/97 |  |  |  |  |  |  |
| Skate Canada            |         |         |         |         |         |         |         | 12e     |  |  |  |  |  |  |
| Coupe d'Allemagne       |         |         |         |         | 8e      |         |         |         |  |  |  |  |  |  |
| Trophée de France       |         |         |         |         |         |         | 6e      |         |  |  |  |  |  |  |
|                         |         |         |         |         |         |         |         |         |  |  |  |  |  |  |